# Pawieł Jegorow
Pawieł Wasiljewicz Jegorow (ros. Павел Васильевич Егоров, ur. 16 czerwca?/29 czerwca 1914 w Błagowieszczeńsku, zm. 9 marca 1989 w Angarsku) – radziecki lotnik wojskowy, podpułkownik, Bohater Związku Radzieckiego (1944).

## Życiorys
W 1931 skończył zawodową szkołę techniczną i został mechanikiem w sowchozie stacji maszynowo-traktorowej, w 1935–1937 uczył się w aeroklubie, w 1938–1941 był pilotem-instruktorem w aeroklubie.
W 1940 został powołany do Armii Czerwonej, ukończył wojskową szkołę lotników, od maja 1942 uczestniczył w wojnie z Niemcami, w 1944 był nawigatorem (szturmanem) pułku lotnictwa szturmowego w stopniu kapitana w składzie 1. Armii Powietrznej 3. Frontu Białoruskiego. Do końca wojny wykonał 14 lotów bojowych, niszcząc wiele pociągów, samochodów, dział, samolotów na lotniskach i wiele innego sprzętu i zaopatrzenia wroga oraz zadając przeciwnikowi duże straty w ludziach.
Po wojnie służył w Siłach Powietrznych Północnej Grupy Wojsk i Dalekowschodniego Okręgu Wojskowego, w sierpniu 1959 został zwolniony do rezerwy w stopniu podpułkownika.

## Odznaczenia
- Złota Gwiazda Bohatera Związku Radzieckiego (26 października 1944)
- Order Lenina
- Order Czerwonego Sztandaru (dwukrotnie – 8 lipca 1943 i 26 października 1943)
- Order Suworowa III klasy (6 czerwca 1985)
- Order Aleksandra Newskiego
- Order Wojny Ojczyźnianej I klasy (11 marca 1985)
- Order Wojny Ojczyźnianej II klasy (27 stycznia 1943)
- Order Czerwonej Gwiazdy
- Medal za Odrę, Nysę, Bałtyk (Polska Ludowa)

I inne.